# 堀田勝
堀田 勝（ほった まさる、1980年3月17日 - ）は、日本の俳優・声優。神奈川県横浜市出身。劇団スーパー・エキセントリック・シアター（SET）映画放送部所属。

## 人物
高校卒業後、石油会社に就職したが、俳優になる夢を諦めきれず1年後に脱サラしてブリングアップに所属。2000年から2009年まで劇団アルターエゴにも所属していた。
2003年より『ミュージカル・テニスの王子様』に出演し、豊永利行・石橋裕輔らと共に3年間に渡り初代一年トリオとして活躍した。
2009年10月26日、劇団スーパー・エキセントリック・シアター映画放送部に移籍。
趣味は、球技・友人との語らい。特技は、絵を描くこと・ひとりごと。
資格は普通自動車免許。

## 出演作品

### テレビアニメ
1999年
- ビックリマン2000（解寝2斎）

2000年
- メダロット魂（キースタートル）
- 遊☆戯☆王デュエルモンスターズ（トニー、係員、デュエリスト、コンピューターボイス、デュエリスト1、黒服、客）

2002年
- こちら葛飾区亀有公園前派出所（2002年 - 2003年、警察官、小学生、客、シンジ）
- 真・女神転生Dチルドレン ライト&ダーク（シュン）
- それいけ!アンパンマン（ホッチンワニ〈3代目〉）
- 満月をさがして（豊島）
- ホイッスル!（古賀良彦）

2004年
- 吟遊黙示録マイネリーベ（2004年 - 2006年、取り巻き、親衛隊、男子生徒） - 2シリーズ
- テニスの王子様（一年）

2005年
- アイシールド21（雪光学、生徒）
- おねがいマイメロディ（近衛兵、カメラ、ガイコツ、ノダ、穴子 他）
- capeta（男の子）
- 遊☆戯☆王デュエルモンスターズGX（ガーディアン・バオウ）

2006年
- おねがいマイメロディ 〜くるくるシャッフル!〜（加藤、近衛兵、部員 他）
- 家庭教師ヒットマンREBORN!（レオナルド・リッピ、イワン、エンツィオ、道場破り、男子生徒、安部オサム）
- はぴねす!（生徒、若い魔法使い、不良）

2007年
- おねがいマイメロディ すっきり♪（街の人々、係員）
- 鋼鉄三国志（兵士）
- この青空に約束を― 〜ようこそつぐみ寮へ〜（長瀬）
- Myself ; Yourself（芸人）

2008年
- おねがい♪マイメロディ きららっ★（近衛兵）
- 遊☆戯☆王5D's（烏水）

2009年
- クッキンアイドル アイ!マイ!まいん!（とくまる）
- 毎日かあさん（少年たち）
- メタルファイト ベイブレード（2009年 - 2010年、フェイスハンターズA、村人1、少年A、係員A、トニー） - 2シリーズ

2012年
- 超訳百人一首 うた恋い。（公達）

2015年
- 遊☆戯☆王ARC-V（トニー）

### 劇場アニメ
- 劇場版 テニスの王子様 二人のサムライ The First Game（2005年、高校生）
- アジール・セッション（2009年、Pさん[10]）
- バケモノの子（2015年）

### ゲーム
- テニスの王子様SWEAT & TEARS（2002年、天野騎一）
- あしたのジョー 〜まっ白に燃え尽きろ!〜（2003年、青山まもる、カバレロ、太郎、少年院生）
- サンデーVSマガジン 集結!頂上大決戦（2009年）
- メタルファイト ベイブレード ガチンコスタジアム（2009年、月野ハジメ）

### 舞台
- 「GO NOW」〜夢は…かなう〜
- ミュージカル テニスの王子様 - 水野カツオ 役
  - ミュージカル テニスの王子様（2003年）
  - Remarkable 1st Match 不動峰 （2003年）
  - コンサート Dream Live 1st（2004年）
  - More than Limit 聖ルドルフ学院 （2004年）
  - side不動峰〜special match〜（2004年）
  - side 山吹 feat. 聖ルドルフ学院（2005年）
  - コンサート Dream Live 2nd（2005年）
  - The Imperial Match 氷帝学園（2005年）
  - The Imperial Match 氷帝学園 in winter（2005年）
  - コンサート Dream Live 3rd（2006年）
- ROCK MUSICAL PROJECT #002「ホワイト＊ソング」
- わらびぃ〜ず21「かみあわせ」
- S×Sプロデュースvol.5「SHUFFLE」（2010年8月、シアターサンモール）
- 舞台『刀剣乱舞』 - 小西行長 役
  - 科白劇 舞台『刀剣乱舞/ 灯』綺伝 いくさ世の徒花 改変 いくさ世の徒花の記憶（2020年7月16日 - 8月2日、品川プリンスホテル ステラボール / 8月4日 -  9日、日本青年館ホール）[11]
  - 綺伝 いくさ世の徒花 （2022年3月19日 - 4月3日、明治座　/ 4月22日 - 24日、福岡サンパレスホール　ホテル&ホール　/ 4月30日 - 5月15日　新歌舞伎座）[12]

### テレビドラマ
- 示談交渉人 ゴタ消し 第11話（2011年3月17日、読売テレビ） - 太田 役
- ドラマスペシャル・女優 麗子〜炎のように（2013年3月6日、テレビ東京）
- 孤独のグルメ Season3（テレビ東京） 
  - 第2話（2013年7月17日） - 持ち帰りする男性客 役
  - 第8話（2013年8月28日） - 安保 役
- 金田一少年の事件簿 獄門塾殺人事件（2014年1月4日、日本テレビ） - リン・ジーション（日本語吹き替え）
- ワカコ酒（2015年1月8日 - 3月26日、BSジャパン 他） - タマさん （「逢楽」の従業員）役
  - Season2（2016年1月8日 - 3月25日）
  - Season3（2017年4月7日 - 6月23日）
  - Season4（2019年1月7日 - 3月25日）
  - Season5（2020年4月7日 - 6月23日）
  - SP 飛騨酒蔵めぐり（2020年12月29日・12月30日）
  - Season6（2022年1月11日 - 3月29日）
  - Season7（2023年7月4日 - 9月19日）[13]
- 念力家族 第3話（2015年4月13日、NHK Eテレ）
- 家康、江戸を建てる（2019年） - 吾助 役
- おいハンサム!!2 第3話（2024年4月20日、東海テレビ・フジテレビ）

### 人形劇
- 西遊記外伝 モンキーパーマ（2013年、tvk、テレ玉、チバテレ、群テレ、とちテレ、MTV、KBS京都、サンテレビ、OHK、ひかりTV） - バイモグラ 役

### テレビ番組
- ほったま通信onTV（2008年8月 - 2010年11月、Webテレビ）

### ラジオ
- トッシー・ほったまの「ばかだなぁ〜♪って言われたい」（2007年4月6日 - 2012年12月28日、SET）
- B-GENERATION（2013年1月11日 - 2015年10月30日、SET）
- ワクワク放送局 にゃんたぶぅLand! 第11回（2014年11月12日）

### ラジオドラマ
- 青春アドベンチャー（NHK-FM）
  - 93番目のキミ
  - いまはむかし〜竹取異聞〜